# Biopreparat

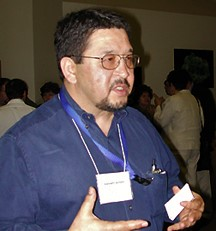
Ken Alibek působil jako zástupce ředitele v roce 1988

Biopreparat (Биопрепарат) byl jedním ze sovětských státních podniků zřízených speciálním Brežněvovým výnosem a pod záminkou produkce civilních medicínských a farmaceutických biotechnologií sloužil jako oficiální zástěrka sovětského armádního programu vývoje a výroby biologických zbraní.
Byl kontrolován tzv. 15. správou KGB a zahrnoval několik desítek výzkumných a výrobních zařízení rozšířených napříč celým Sovětským svazem.
V polovině 80. let zaměstnával Biopreparat údajně až 40 tisíc vědců a laboratorních techniků. 
Po rozpadu Sovětského svazu byly projekty spadající pod 15. správu KGB zastaveny a Biopreparat transformován na akciovou společnost, která dnes vyrábí různá léčiva, kosmetiku a například také vodku.
Zprávy o jeho činnosti pocházejí především ze svědectví některých předních vědců, kteří emigrovali na západ, například Kanatžana Alibekova, který ještě v roce 1989 zastával v Biopreparatu pozici zástupce ředitele.
Známé jsou též některé nehody, ke kterým došlo v závodech Biopreparatu, například tzv. Sverdlovský incident.